# Nigel Hitchcock
Nigel Hitchcock (Rustington, 4 januari 1971) is een Britse jazzsaxofonist.

## Biografie
Hitchcock begon op 8-jarige leeftijd altsax te spelen. In 1982 trad hij en zijn oudere broer Clive toe tot het National Youth Jazz Orchestra. Na een jaar bekleedde Nigel de leidende altstoel voor de komende vijf jaar. Gedurende deze tijd toerde het orkest met verschillende muzikanten zoals Vic Damone, Buddy Greco en Al Martino. Op 16-jarige leeftijd verhuisde Hitchcock naar Londen en begon zijn carrière als sessiemuzikant en nam ook tv-jingles, filmsoundtracks en popsolo's op.
In 1989 trad hij toe tot het hedendaagse saxofoonkwartet Itchy Fingers. De band toerde 18 maanden door Europa en Zuidoost-Azië. Met Itchy Fingers ontving Hitchcock drie jazzprijzen: de Schlitz-prijs voor rijzende ster, de Cleo Laine Personal Award voor beste jonge muzikant en de Pat Smythe Trust-prijs. Hij verliet de band om verder te gaan als pop- en sessiemuzikant. Nigel heeft opgetreden met vele artiesten, waaronder Tom Jones, Wet Wet Wet, Beverley Craven, Ray Charles, Robbie Williams en Mark Knopfler en heeft drie soloalbums uitgebracht, de eerste Snakeranch Sessions in 1997 onder Black Box en de volgende twee, SmootHitch (2013) en Hitchgnosis (2019), uitgebracht onder zijn eigen Eight Inch Clock-label.

## Discografie

### Pop
- 1989: The Sugarcubes - Here Today, Tomorrow Next Week! – One Little Indian
- 1990: The Pasadenas - Elevate - Columbia
- 1990: The Pasadenas - Love Thing – CBS
- 1991: Father Father - We are all so very happy – Go Discs
- 1991: The Moody Blues - Keys of the Kingdom – Polydor
- 1992: Jimmy Nail - Growing Up in Public – East-West
- 1992: Magic Garden - Another Way – Blue Triangle
- 1992: Swing Out Sister - Get in Touch with Yourself – Fontana
- 1992: The Beloved - Conscience – East-West
- 1993: Kate Bush - The Red Shoes – EMI
- 1993: Kenny Thomas - Wait for me – Cooltempo
- 1993: Rick Astley - Body & Soul – BMG
- 1993: Right Said Fred - Sex and Travel – Tug Snog
- 1993: The Wonder Stuff - Construction for the Modern Idiot – Polydor
- 1994: Carleen Anderson - Nervous Breakdown – Circa
- 1994: Tom Jones - The lead and how to swing it – Interscope
- 1995: Adiemus - Songs of the sanctuary – Virgin
- 1995: Alejandro Sanz - 3 – wea
- 1995: Boo Radleys - Wake Up Boo! – Creation
- 1995: Cher - It's a mans world – wea
- 1995: Linda Lewis - For Love Sake – Turpin
- 1995: Take That - Nobody Else – RCA
- 1995: Teenage Fanclub - Grand Prix – Creation
- 1996: Hue & Cry - Jazz not jazz – Linn
- 1996: Kavana - Crazy Chance – Virgin
- 1996: Ray Charles - Strong Love Affair – Qwest
- 1997: The Brand New Heavies - Close to You
- 1997: Shakatak - Let The Piano Play – CD INZ
- 1997: Shane Richie - The Album – Polygram
- 1998: Boyzone - Shooting Star – Polydor
- 1998: Kym Mazelle - Young Hearts Run Free – EMI
- 1998: Lutricia McNeal - Someone Loves You Honey – Wildstar
- 1998: Robbie Williams - Let Me Entertain You – Chrysalis
- 1998: Spice Girls - Lady is a Vamp
- 1998: Spice Girls+Echo & the Bunnymen - England Forever – London
- 1999: Gary Barlow - 12 Months 11 Days – BMG
- 1999: Joe Cocker - No Ordinary World – EMI
- 1999: Richard Ashcroft - Money To Burn - BMG
- 2001: Clark Tracey - Stability - Linn Records
- 2001: Gota Yashiki - Day and Night - Instinct Records
- 2001: Jamiroquai - A Funk Odyssey – Sony
- 2001: Sheena Easton - Fabulous - Universal
- 2001: Swing Out Sister - Somewhere Deep in the Night – Universal
- 2002: Snowdogs - Deep Cuts,Fast Remedies - Victory Records
- 2002: Claire Martin - Too Darn Hot! - Linn Records
- 2004: Chris Botti - When I Fall in Love - Columbia Records
- 2004: Colin Towns - Nowhere And Heaven - Provocateur Records
- 2004: Dani Siciliano - Likes - !K7
- 2004: Karl Jenkins - Adiemus V,Vocalise - EMI
- 2004: Shirley Bassey - Thank You for the Years - Sony
- 2004: Claire Martin - Secret Love - Linn Records
- 2005: Ian Shaw - Drawn To All Things - Linn
- 2005: Lisa Stansfield - The Moment - Edelr
- 2005: Peatbog Faeries - Croftwork - Peatbog Records
- 2006: Tony Christie - Way To Amarillo - Tug Records
- 2007: 12 Stone Toddler - Does It Scare You - Amazon
- 2007: Peatbog Faeries - What Men Deserve To Lose - Peatbog Records
- 2007: Claire Martin - He Never Mentioned Love - Linn Records AKD
- 2009: Mark Nightingale - Out of the Box - Woodville Records
- 2009: Peatbog Faeries - Live - Peatbog Records
- 2009: The Deep MO - The Deep MO - Groove4Dayz
- 2009: Claire Martin - A Modern Art - LINN AKD
- 2010: Marti Pellow - Boulevard of Life
- 2010: Old Blind Dogs - Wherever Yet May Be
- 2011: Peatbog Faeries - Dust - Peatbog Records
- 2011: Ryujin Kiyoshi - People - EMI Music Japan
- 2011: Sebastiaan Cornellison - On Impulse - On Impulse
- 2011: Usonic - Evolution - Groove4Dayz
- 2012: Karl Jenkins - The Peacemakers - EMI
- 2012: Mario Biondi - Due - Handful of Music
- 2012: Mark Knopfler - Privateering - Universal
- 2012: The Deep MO - Funk in the 3rd Quarter - Groove4Dayz
- 2012: Usonic - Diversion - Groove4Dayz
- 2012: Nigel Hitchcock - SmootHitch (Eight Inch Clock)
- 2013: Marilia Andrés - Subir una montaña
- 2014: Gavin Harrison - Cheating the Polygraph – KSCOPE
- 2014: Incognito - Amplified Soul – Ear Music
- 2015: Mark Knopfler - Tracker – British Grove Records
- 2015: Tristan - Full Power – Isolde Records
- 2016: Elvis with RPO - The Wonder of You – Sony Music-RCA-Legacy
- 2016: MaxSax - The Long Ride – Painted Dog Records
- 2017: Aretha Franklin with RPO - A Brand New Me – Rhino Records,Atlantic
- 2018: Kate Bush - Remastered Part 1 – Parlophone
- 2018: Mark Knopfler - Down The Road Wherever – British Grove Records
- 2019: Incognito - Tomorrow's New Dream – Bluey Music
- 2019: MaxSax- Shift – Jazzhaus
- 2019: Robbie Williams - Christmas Party – Columbia
- 2019: Saxofourte - Rubini Is Coming – 36 Music
- 2019: Nigel Hitchcock - Hitchgnosis – Eight Inch Clock
- 2019: Q4 - Uphill Struggle – Hey!jazz HJZ

### Jazz
- 1989: Tony Crombie & Friends - Renaissance – CDREN
- 1991: Sax Appeal - Flat out – HEP
- 1991: Itchy Fingers - Live – Enja
- 1992: Laurence Cottle - Five Seasons – WAD
- 1992: Masque (Niki Falzon) - Twilight Moods – MASQUE
- 1993: Claire Martin - Devil May Care – Linn
- 1993: Guy Barker's Extravaganza - Isn't It? – Spotlite
- 1994: Clark Tracey - Full Speed Sideways – 33 Records 33Jazz
- 1995: Laurence Cottle - Live! – Jazzizit
- 1995: Paul Spong - Holdin' On Big – Bat
- 1996: Colin Towns Mask Orchestra - Nowhere & Heaven – Provocateur
- 1997: Don Weller Big Band - Live – 33 Records 33jazz
- 1998: Kate Dimbleby - Good Vibrations – Black Box
- 1999: Franc O'Shea - Esprit – Alltone
- 1999: Richard Niles - Club Deranged – Nucool
- 2001: Clark Tracey - Stability – Linn Records
- ????: Colin Towns Mask Orchestra - Another Think Coming – Provocateur

### Anders
- 1991: London Symphony Orchestra - Classic Rock-Wind of Change – Columbia
- 1992: Mark Isham - Cool World (movie soundtrack) – Varèse Sarabande
- 1994: Michael Ball - One Careful Owner – Columbia
- 1995: Sax Moods - Capture the spirit – Dino
- 1997: Christopher Young - The Man Who Knew Too Little (soundtrack) – Varèse Sarabande
- 1999: Barbara Windsor - You've Got A Friend – Telstar

- Gemeinsame Normdatei: 134835719
- International Standard Name Identifier: 0000 0000 5873 8682
- Library of Congress Control Number: n2001079902
- MusicBrainz: 35ab13e2-0042-47fb-a951-ff33e32200a9
- Virtual International Authority File: 79807222
- WorldCat: E39PBJgCQ8k3GrbmJkQBXhttKd